# Среднешунское сельское поселение
Среднешу́нское се́льское поселе́ние — муниципальное образование в составе Вятскополянского района Кировской области России.
Центр — деревня Средние Шуни.

## История
Среднешунское сельское поселение образовано 1 января 2006 года согласно Закону Кировской области от 07.12.2004 № 284-ЗО.

## Население
| 2010  | 2012  | 2013  | 2014  | 2015  | 2016  | 2017  |
| ----- | ----- | ----- | ----- | ----- | ----- | ----- |
| 2083  | ↘2025 | ↘1998 | ↘1945 | ↘1938 | ↘1907 | ↘1888 |
| 2018  | 2019  | 2020  | 2021  |       |       |       |
| ↘1873 | ↘1796 | ↘1793 | ↘1599 |       |       |       |

## Состав
В состав поселения входят 3 населённых пункта (население, 2010):
- деревня Средние Шуни — 902 чел.;
- деревня Нижние Шуни — 675 чел.;
- деревня Сосмак — 506 чел.